# Омікрон2 Великого Пса
ο² Великого Пса (ο² CMa, омікрон2 Великого Пса) — блакитно-білий надгігант у сузір'ї Великого Пса. З 1943 спектр цієї зорі застосовується як одна зі стабільних якірних точок для класифікації інших зір.

## Характеристики
ο² Великого Пса є масивним надгігантом спектрального класу B3 Ia, що вказує на те, що у віці бл.7 мільйонів років, зоря вичерпала запаси водню у ядрі та почала спалення гелію для утворення енергії. Вона має видиму зоряну величину у +3,043, та є однією з найяскравіших зір сузір'я. Відстань до цієї зорі оцінюється приблизно у 2 800 світлових років (800 парсек), з можливою похибкою 34 %.
Зоря має масу приблизно 21 M☉ та радіус близько 65 сонячних. Імовірно у майбутньому зоря вибухне як наднова типу II (колапсом ядра).
ο² Великого Пса є однією з найбільш яскравих відомих зір — її світність оцінюється бл. 220 000 світностей Сонця (оцінка на підставі температури зовнішньої оболонки у 15 500 K..
Зоря є змінною типу α Лебедя, яка нерадіально пульсує, що спричиняє зміну яскравості з +2,93 до +3,08 видимих зоряних величин з періодом 24,44  дні. ο² Великого Пса втрачає масу за рахунок зоряного вітру зі швидкістю 2 × 10−9 мас Сонця на рік (екв. 1 маси Сонця за кожні 500 мільйонів років).
Хоча ця зоря розташована на ділянці розсіяного скупчення Collinder 121, малоймовірно, що вона до нього належить. Навпаки, її оптична сусідка, помаранчевий надгігант ο1 Великого Пса належить до цього скупчення з більшою ймовірністю у 23,1 %, на підставі того, що його власний рух краще узгоджується з рухом скупчення. Хоча ці дві зорі розташовані на небесній сфері поруч, ο1 CMa та ο2 CMa швидше за все гравітаційно не пов'язані, бо між ними дуже велика відстань.

## Історія назви
У зоряному каталозі «Calendarium of Al Achsasi Al Mouakket», зоря мала назву Таніх аль Адзарі (تاني ألعذاري — taanii al-aðārii), що перекладалось лат. Secunda Virginum, тобто друга діва. Разом з Адарою (ε CMa), Везеном (δ CMa) та Алудрою (η CMa) вони складають астеризм Аль Адара (ألعذاري), «Діви»